# Виктор Фаст
Ерик Сикстен Виктор Фаст (швед. Erik Sixten Viktor Fasth — Каликс, 8. август 1982) професионални је шведски хокејаш на леду који игра на позицији голмана.
Члан је сениорске репрезентације Шведске за коју је на међународној сцени дебитовао на светском првенству 2011. године. На том првенству Фаст је проглашен за најбољег голмана и за најкориснијег играча целог турнира. Са репрезентацијом је освојио и титулу светског првака на СП 2017. године.